# NK Koprivnica (1950. – 2019.)
Nogometni klub Koprivnica bio je hrvatski nogometni klub iz Koprivnice.

## Povijest
Nogometni klub "Koprivnica" osnovan je 1950. godine kao GŠNK "Koprivnica" (Gradski športski nogometni klub "Koprivnica", a kasnije je djelovao pod nazivima NK "Podravska" i NK "Željezničar",  a od sredine 1970-ih je igrao pod imenom "Lokomotiva", te konačno od od 1990-ih pod imenom "Koprivnica". Od sezone 2000./01. do sezone 2006./07. "Koprivnica" je igrala u ''2. HNL, a od sezone 2007./08. u 3. HNL (skupine "Istok" i "Sjever"). 
 Pored "Slaven Belupa", NK "Koprivnica" je drugi klub iz Koprivnice koji se natječe u jednoj od najviših hrvatskih liga. 
 Ispadanjem iz 3. HNL – Istok u sezoni 2018./19., te zbog teške financijske situacije, "Koprivnica" se spojila sa susjednim klubom "Tehnika" u "Tehnika-Koprivnica", koji se od 2021. godine naziva NK "Koprivnica".

## Stadion
NK Koprivnica igra na gradskom stadionu Ivan Kušek Apaš. 

## Poznati igrači
- Antun Marković[8]

## Unutarnje poveznice
- NK Koprivnica (2019.)
- NK Tehnika Koprivnica

## Vanjske poveznice
- drava.info, NK Koprivnica
- (engl.) int.soccerway.com, NK Koprivnica
- (engl.) worldfootball.net, NK Koprivnica